# Voight-Nunatak
Der Voight-Nunatak ist ein etwa 1500 m hoher Nunatak im westantarktischen Ellsworthland. Er ragt 5 km nordnordwestlich des Tollefson-Nunatak als einer der Yee-Nunatakker auf.
Der United States Geological Survey kartierte ihn anhand eigener Vermessungen und Luftaufnahmen der United States Navy aus den Jahren von 1961 bis 1968. Das Advisory Committee on Antarctic Names benannte ihn 1987 nach William M. Voight, Kartograph des USGS, der zwischen 1974 und 1975 auf der Byrd- und Siple-Station im Rahmen des Ross-Schelfeis-Projekts sowie am Dome Charlie tätig war.